# Leioproctus perpolitus
Leioproctus perpolitus är en biart som först beskrevs av Cockerell 1916.  Leioproctus perpolitus ingår i släktet Leioproctus och familjen korttungebin. Inga underarter finns listade i Catalogue of Life.